# Ilay Hajaj
Ilay Hajaj (hebräisch עילאי חגג; * 7. November 2001) ist ein israelischer Fußballspieler.

## Karriere

### Verein
In seiner Jugend spielte Hajaj bis 2017 bei Ironi Kiryat Gat und wechselte danach zu Maccabi Haifa, wo er zur Saison 2021/22 in den Kader der ersten Mannschaft überging. Im August 2017 wurde er zuerst zu Hapoel Afula verliehen. In den nächsten beiden Spielzeiten sammelte er hier einige Einsätze in der zweiten Liga. Seit der Spielzeit 2023/24 ist Hajaj zurück in Haifa und kam hier auch in der Europa League 2023/24 zum Einsatz.

### Nationalmannschaft
Mit der israelischen U21 nahm Hajaj an der Europameisterschaft 2023 teil, bei der er lediglich im ersten Gruppenspiel nicht spielte. Israel schied im Halbfinale gegen England mit 0:3 aus dem Turnier aus.